# Eisenbahn in Victoria

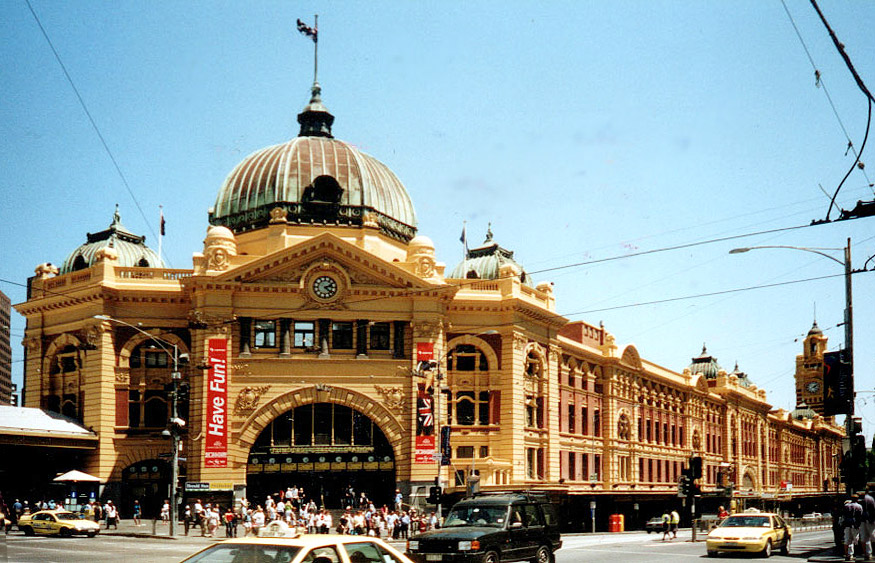
Melbourne Flinders Street

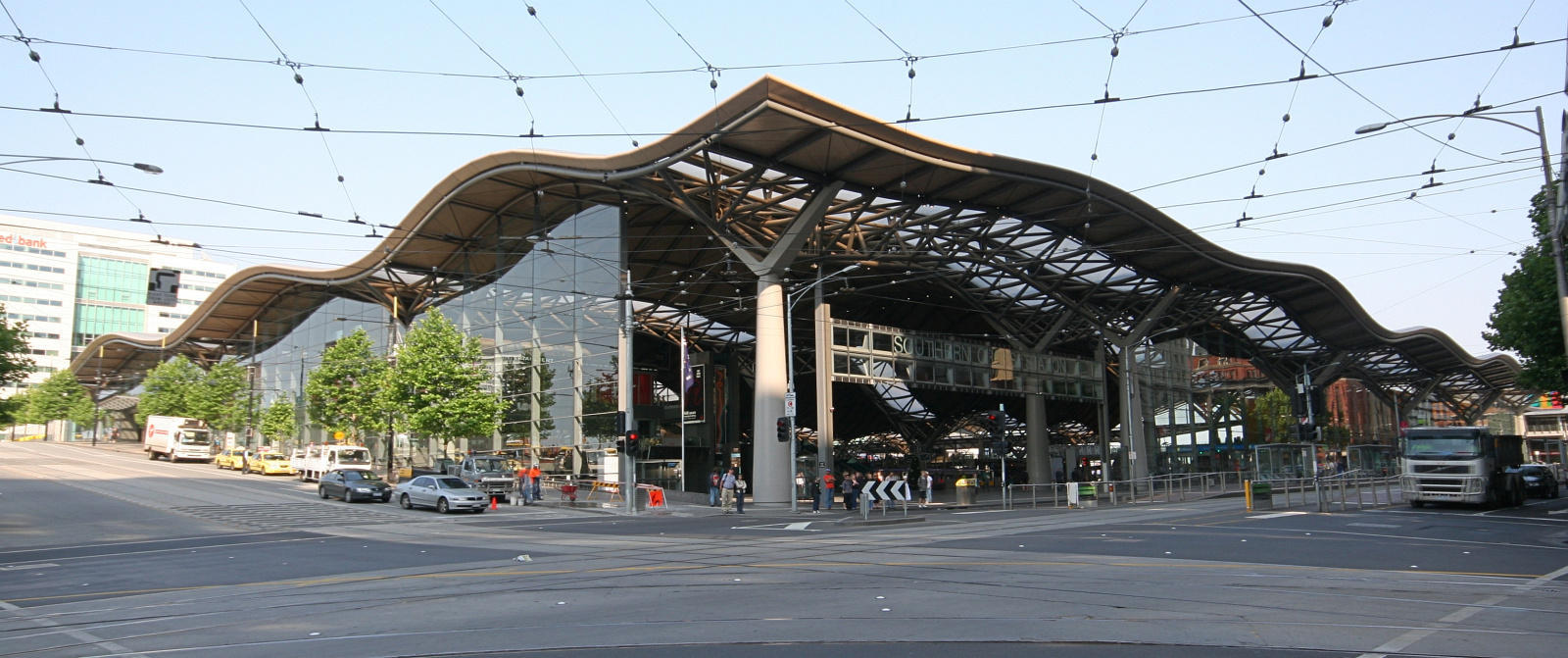
Melbourne Southern Cross

Die Eisenbahn in Victoria entwickelte sich als das Staatsbahnsystem der britischen Kolonie und des späteren australischen Bundesstaates Victoria. Rund um die Hauptstadt Melbourne bildete sich ein mit Gleichstrom elektrifiziertes Vorortbahnnetz, das von Metro Trains Melbourne betrieben wird.

## Spurweite

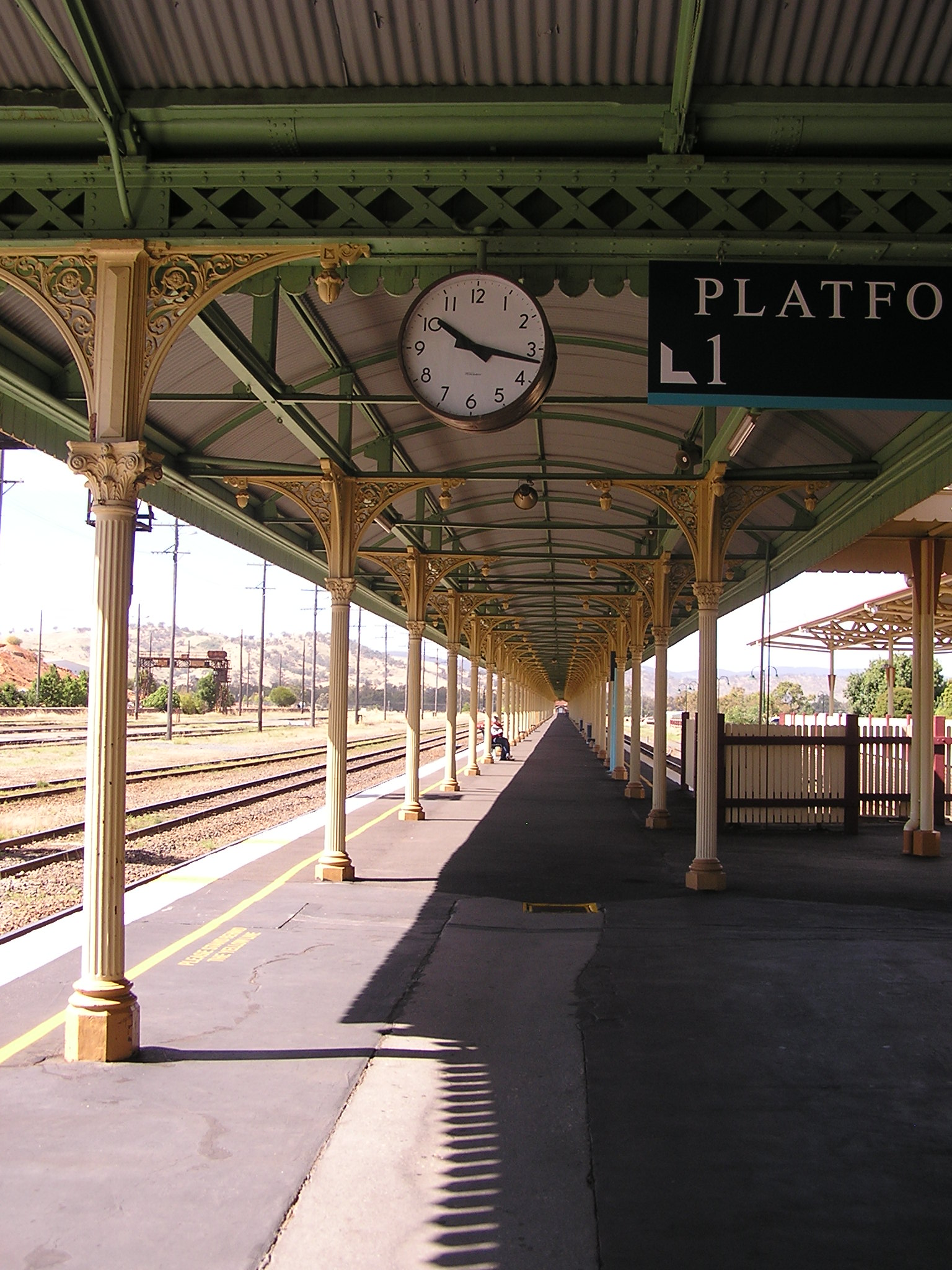
Albury, Bahnsteig des ehemaligen Spurwechselbahnhofes. Es war der längste Bahnsteig der südlichen Hemisphäre zum Umsteigen zwischen unterschiedlichen Spurweiten

Da vor der dem Zusammenschluss der Kolonien zum Australischen Bundesstaat im Jahr 1901 diese rechtlich voneinander unabhängig waren, war die Entscheidung über die Spurweite, in der die jeweilige Eisenbahn errichtet werden sollte, Angelegenheit der einzelnen Kolonie. Am 19. Februar 1850 wurde ein Gesetz erlassen, das den Bau einer Bahn von Melbourne nach Port Adelaide, dem Hafen von Melbourne, in Normalspur genehmigte. Am 27. Juli 1852 erließ New South Wales ein Gesetz, sein Eisenbahnnetz in einer Breitspur von 1600 Millimetern (5 Fuß 3 Zoll) zu errichten.
Die ursprüngliche Planung für die Bahnstrecke wurde, obwohl Victoria bereits 1851 als Kolonie von New South Wales abgetrennt worden war, deshalb zugunsten dieser Entscheidung aufgegeben. Als New South Wales kurz darauf seine Entscheidung erneut revidierte und zur Normalspur zurückkehrte, konnte Victoria diese Entscheidung nicht mehr mittragen, da Bahnanlagen bereits in Breitspur erstellt und auch entsprechende Fahrzeuge geordert waren. Aus diesem legislativen Chaos resultiert das heute bestehende Nebeneinander zweier Spurweiten: Während die Langstreckenverbindungen zu anderen Bundesstaaten mittlerweile einheitlich in Normalspur (um)gebaut sind, sind innerstaatliche Strecken größtenteils in Breitspur ausgeführt.

## Netz

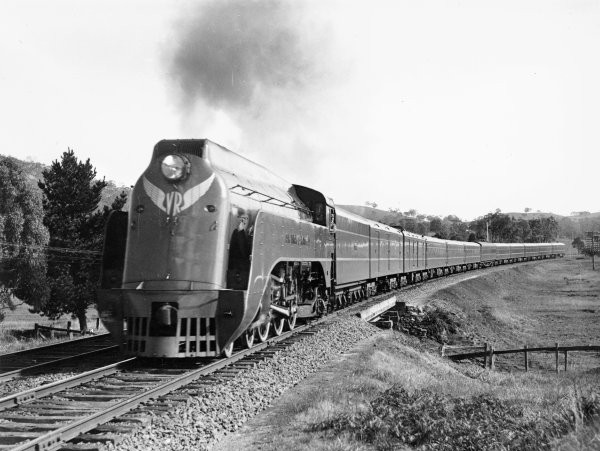
Spirit of Progress gezogen von S301 Sir Thomas Mitchell 1938

Das Eisenbahnnetz von Victoria ist in seiner Struktur deutlich sternförmig auf die Hauptstadt Melbourne und ihren Hafen ausgerichtet. Die erste Strecke entstand auch vom Bahnhof Melbourne Flinders Street zum Hafen der Stadt, war vier Kilometer lang und wurde am 12. September 1854 als erste in Australien eröffnet. Es folgten einige Strecken, die heute dem Vorortverkehr dienen.
Die ersten Fernstrecken der Kolonie Victoria führten von Melbourne nach Echuca, Geelong und Ballarat. Wichtig waren die beiden grenzüberschreitenden Verbindungen:
- 1883 wurde in Albury die Grenze und der Anschluss zum Netz der Eisenbahn in New South Wales erreicht. Wegen der unterschiedlichen Spurweiten war ein Durchfahren der Züge zunächst aber nicht möglich. Fahrgäste mussten umsteigen, Güter umgeladen werden. Seit 1962 ist es möglich, mit Hilfe eines Dreischienengleises durchgehend auf Normalspur zwischen Melbourne und dem Netz von New South Wales zu fahren. Die Strecke wurde in den letzten Jahren komplett auf Normalspur umgebaut.
- 1887 wurde die Lücke zur Eisenbahn in Südaustralien geschlossen. Seit dem 19. Januar 1887 fuhr der Intercolonial Express, die erste durchgehende Direktverbindung zwischen Melbourne und Adelaide, South Australia. Das war möglich, da beide beteiligten Bahngesellschaften die gleiche Spurweite verwendeten. Er benötigte für die damals knapp 900 Kilometer lange Strecke 18 Stunden. Später hieß der Zug offiziell Adelaide Express, auch wenn er in Südaustralien als The Melbourne Express bezeichnet wurde. Heute verkehrt er als The Overland und als Tagzug.

Die Hauptstrecken sind heute in der Regel zweigleisig ausgebaut. Die beiden grenzüberschreitenden Verbindungen Richtung Südaustralien und New South Wales wurden auf normalspurigen Betrieb umgestellt und darüber hinaus für den Güterverkehr normalspurige Anschlussbahnen und Anschlüsse geschaffen. Das Netz ist aufgrund der flachen Topografie des Landes arm an Kunstbauten. Seit den 2000er-Jahren werden in der Region Melbourne vermehrt Viaduktstrecken errichtet, um Bahnübergänge zu entfernen.
Im S-Bahn-Netz der Metropolregion Melbourne wurde eine erste Linie am 15. April 1923 auf elektrischen Betrieb umgestellt. Dies war die erste elektrifizierte Strecke Australiens. Versuchsfahrten hatten seit 1919 stattgefunden. Im Juli 1954 nahm mit der Strecke Melbourne–Warragul die erste Fernstrecke in Australien den elektrischen Betrieb auf.
Die Staatsbahn hatte 1942 mit 7668 Streckenkilometern ihre größte Ausdehnung erreicht. Ab den 1960er Jahren ging die Bedeutung der Eisenbahn als Transportmittel auch in Victoria zurück. Das führte dazu, dass zahlreiche Nebenstrecken aufgegeben wurden. Eine starke Stellung hat die Bahn aber im transkontinentalen Güterverkehr, insbesondere bei Containerzügen und im Nahverkehr des Ballungsraums Melbourne.
Der Personenfernverkehr spielt nur eine untergeordnete Rolle, hat aber mit dem Bahnhof Melbourne Southern Cross (ehemals: Spencer Street) 2007 einen neuen, modernen Bahnhof in Melbourne erhalten.

## Schmalspurbahnen

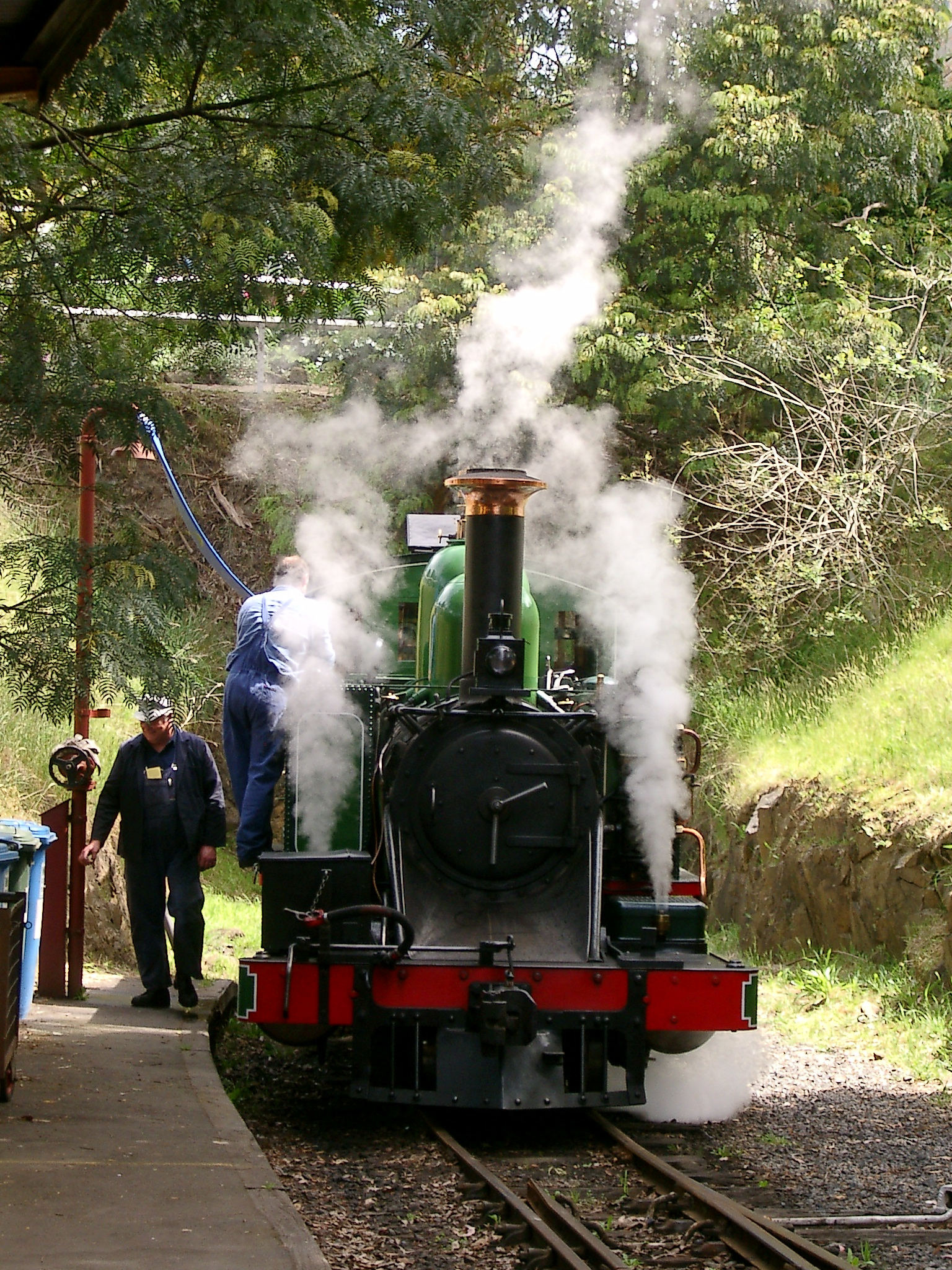
Puffing Billy

Ende des 19. und Anfang des 20. Jahrhunderts wurden eine Reihe von Schmalspurbahnen unterschiedlicher Systeme in Relationen errichtet, in denen ein Betrieb der Breitspurbahn nicht rentabel war. Diese Bahnen, die den Hauptstrecken Verkehr zuführten, sind heute fast alle wieder geschlossen. Als Museumseisenbahn und Touristenattraktion sind die Puffing Billy Railway und Walhalla Goldfields Railway erhalten.

## Organisation
1883 verstaatlichte Victoria die bis dahin weitestgehend privatrechtlich organisierten Eisenbahngesellschaften und brachte sie in die Victorian Railways ein. Insgesamt entstand in Victoria das dichteste Eisenbahnnetz Australiens. 
Die Staatsbahn wurde, nachdem sie 1965 zum letzten Mal Gewinn abgeworfen hatte und seit dem betriebswirtschaftlich zunehmend defizitär wurde, in den 1980er Jahren zunächst privatrechtlich organisiert und die Verkehrsunternehmen dann in den 1990er Jahren ausgegliedert.

## Fahrzeuge

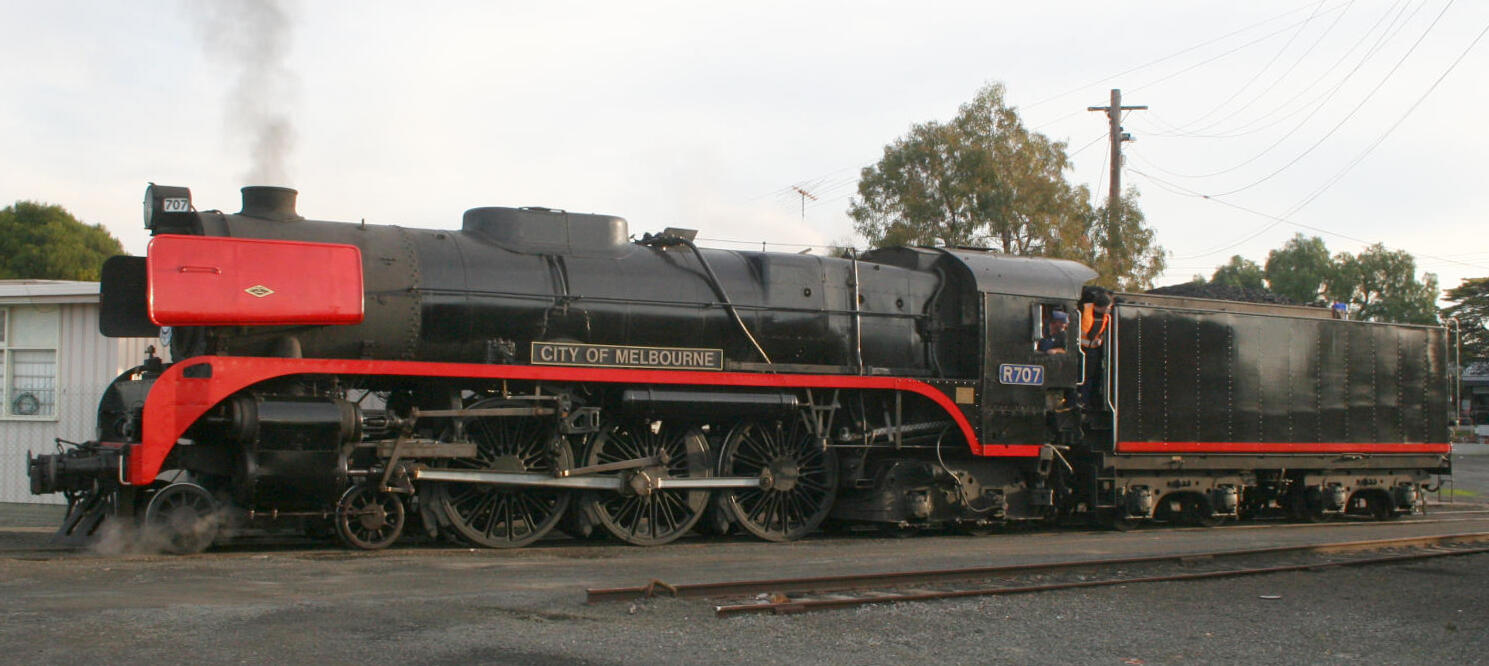
Gattung R der Victorian Railways

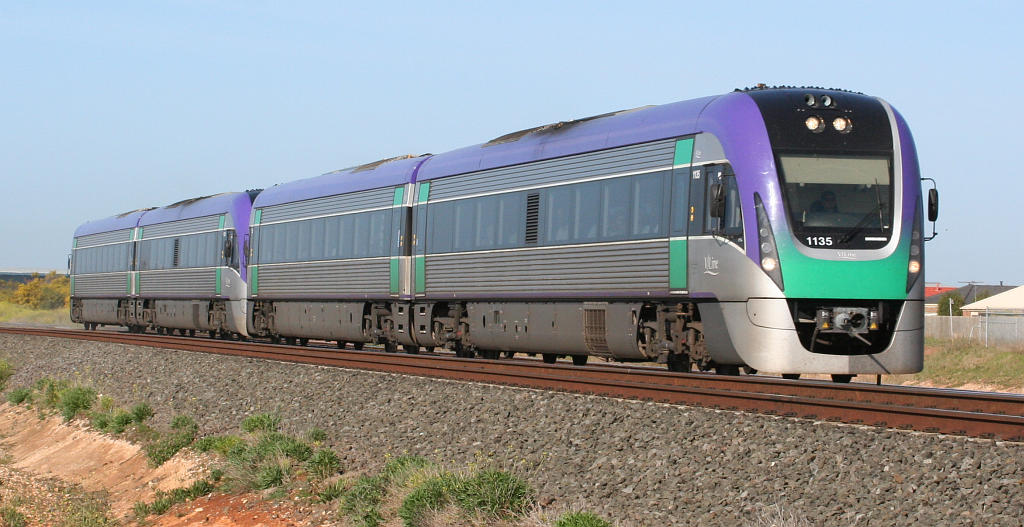
VLocity-Dieseltriebwagen für den schnellen Regionalverkehr

Von Anfang an wurden sowohl selbst hergestellte Dampflokomotiven als auch Importmaschinen von Robert Stephenson & Co. aus England verwendet.
1883 wurde auf der Victorian Railways der von „W.R. Rowan of Copenhagen“ entworfene Dampftriebwagen „Rowan Steam Car“ in Betrieb genommen. Möglicherweise ist „W.R. Rowan“ ein Sohn von Frederick James Rowan, von 1859 bis 1872 als Ingenieur tätig bei der ersten Jütland-Fünen-Eisenbahn, mit vollem Namen William Robert Rowan.
Nach dem Zweiten Weltkrieg wurden die Dampflokomotiven zunehmend von Diesellokomotiven abgelöst und im Personenverkehr Dieseltriebwagen und klimatisierte Züge eingesetzt. Am 14. Juli 1952 ging die erste dieselelektrische Lokomotive in Betrieb.
Seit 2004 werden die VLocity-Dieseltriebzüge ausgeliefert, mit denen inzwischen fast der gesamten Regionalverkehr betrieben wird.

## Geschichte

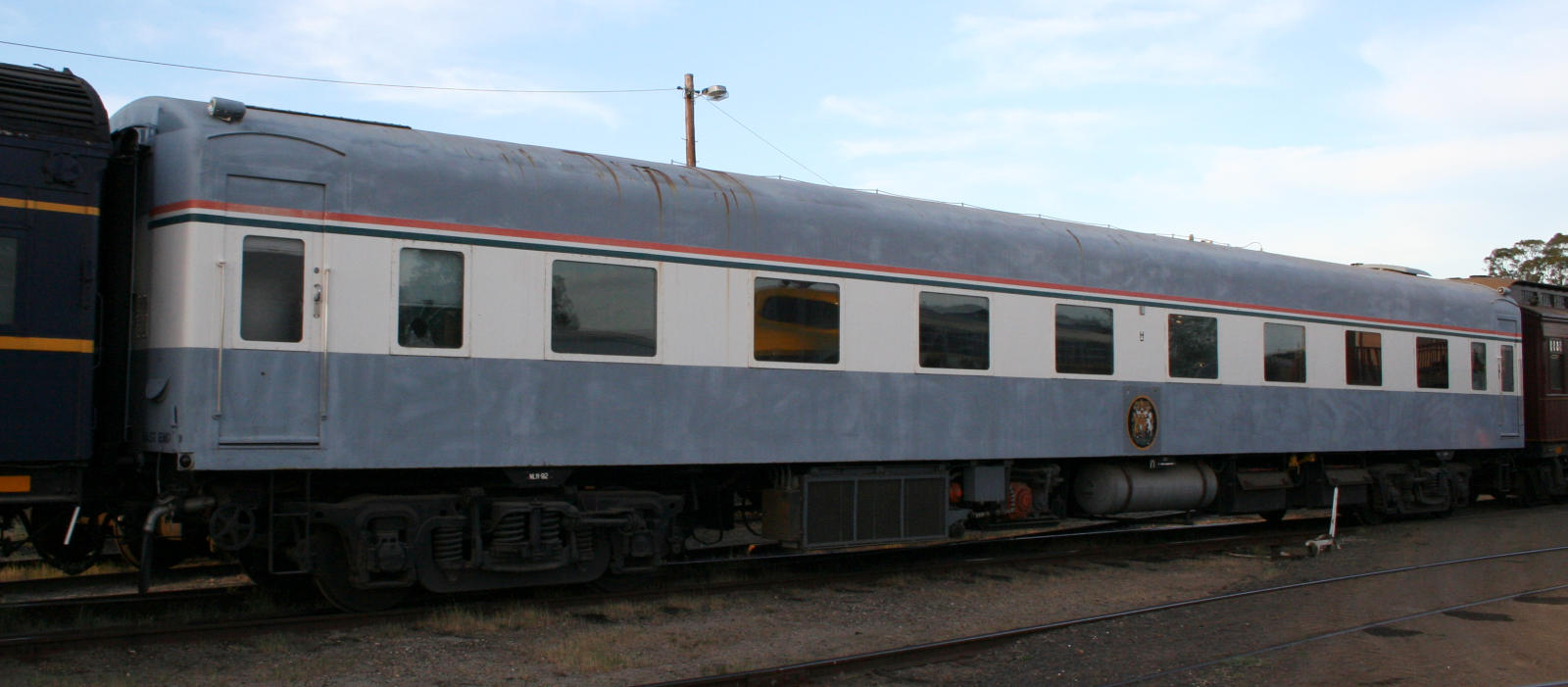
Staatswagen 5 der Victorian Railways, der für Hofzüge eingesetzt wurde. Heute im Seymour Railway Heritage Centre

Am 20. April 1908 ereignete sich der folgenschwerste Eisenbahnunfall in Victoria. In Sunshine, einem Vorort von Melbourne, fuhr ein aus Bendigo kommender Zug auf einen anderen aus Ballarat auf. Die Züge waren wegen der Osterfeiertage beide zusammen mit über 1000 Reisenden besetzt. 44 Menschen starben, 400 wurden verletzt als fünf Wagen des vorderen Zuges durch den Aufprall zerstört wurden.
1954 bereiste Elisabeth II. bei ihrem ersten Besuch in Australien den Staat Victoria in einem Hofzug, der ihr von der Victorian Railways zur Verfügung gestellt wurde.

## Heutige Situation

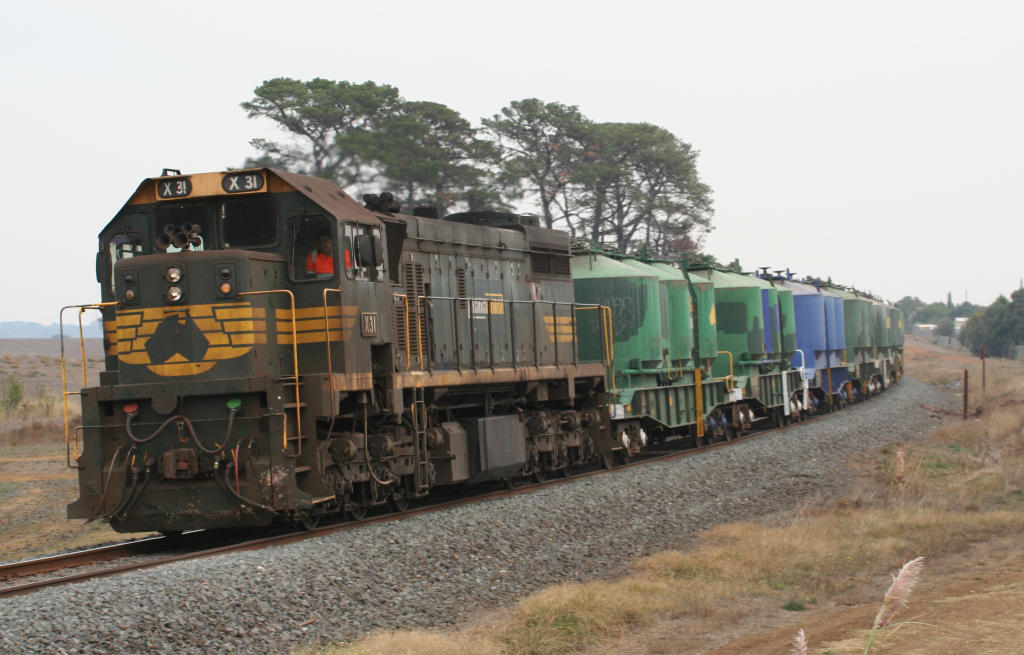
Güterzug der Pacific National bei Geelong

Traditionell war der Transport landwirtschaftlicher Produkte ein wichtiges Frachtaufkommen. Der Transport lebenden Viehs wurde aber bereits 1986 aufgegeben, im gleichen Jahr, in dem auch die Paradezüge Spirit of Progress und Southern Aurora eingestellt wurden. Die Eisenbahninfrastruktur gehört weiter dem Staat Victoria. Darauf fahren eine Reihe von Eisenbahnverkehrsunternehmen. Zu diesen zählen Metro Trains Melbourne, die den Melbourner S-Bahn-Verkehr mit Elektrotriebwagen fahren, V/Line, die den innerstaatlichen Regional- und Fernverkehr mit dieselgetriebenen Zügen anbieten und eine Reihe von Güterzugunternehmen, wie Pacific National, El Zorro und QR National. Der Güterverkehr auf der Schiene spielt beim Massengut- und Containerverkehr noch eine gewisse Rolle, musste aber seit dem Zweiten Weltkrieg in erheblichem Umfang Aufkommen an die Straße abgeben.
Die zulässige Höchstgeschwindigkeit liegt heute in der Regel bei 130 km/h, auf einigen wenigen Streckenabschnitten bei 160 km/h, die maximale Achslast bei 20 Tonnen. Die zulässige Länge von Güterzügen beträgt 1200 Meter, auf den Hauptstrecken in die benachbarten Staaten 1500 Meter.
Seit der Einführung des Regional Fast Rail Project werden zahlreiche Strecken ausgebaut, indem Bahnübergänge aufgelassen werden und die Höchstgeschwindigkeit auf 160 km/h erhöht wird.